# District régional de Thompson-Nicola
Le District régional de Thompson-Nicola en Colombie-Britannique est situé dans le centre sud de la province.  Il est entouré du district régional de Cariboo et le district régional de Fraser-Fort George au nord, le district régional de Columbia-Shuswap, le district régional de North Okanagan et le district régional de Central Okanagan à l'est, le district régional d'Okanagan-Similkameen au sud, ainsi que du district régional de Squamish-Lillooet et du district régional de Fraser Valley à l'ouest. Le siège du district régional se situe à Kamloops.

## Villes principales
- Ashcroft
- Barriere
- Cache Creek
- Chase
- Clearwater
- Clinton
- Kamloops
- Logan Lake
- Lytton
- Merritt
- Sun Peaks

## Routes principales
Routes principales traversant Thompson-Nicola: